# Крик, Джулия
Джулия Кэтрин Крик (англ. Julia Catherine Crick, род. 1963) — британский историк, медиевист, академик. Профессор палеографии и исследований рукописей в Королевском колледже Лондона.

## Академическая карьера
Крик начала свою карьеру в качестве тьютора и члена колледжа Гонвилл-энд-Киз в Кембридже. В 1992 году она пришла в Эксетерский университет преподавателем кафедры истории и археологии. В 2001 году была повышена до старшего преподавателя, а в 2007 году — ассоциированного профессора. Она сохранила свои связи с университетом в качестве почётного члена.
В сентябре 2012 года Крик перешла в Королевский колледж Лондона, где была назначена профессором палеографии и исследований манускриптов. С 2013 по 2017 год — директор Центра изучения поздней античности и средневековья.
Крик специализируется на средневековой палеографии, средневековом восприятии прошлого, истории средневековой Британии до 1200 года, а также на землях и власти в англо-саксонской Англии. Она входит в редакционные советы журналов Arthurian Literature и Anglo-Saxon, а ранее входила в совет директоров Early Medieval Europe.
21 марта 2019 года Крик была избрана членом Королевского общества древностей, а в 2021 году стала членом Британской академии.

## Личная жизнь
Крик замужем, её муж также является профессором университета. У них трое детей, в том числе близнецы-двойняшки.

## Избранные публикации
- Crick, Julia. A Social History of England, 900-1200 / Crick, Julia, van Houts, E. M. C.. — Cambridge : Cambridge University Press, 2011. — ISBN 978-1-13950-085-2.
- Crick, J. C. (2007). Charters of St. Albans (Vol. XIII). Oxford: Oxford University Press for the British Academy.
- Crick, J., & Walsham, A. M. (2004, paperback edn 2010). The Uses of Script and Print 1300—1700. Cambridge: Cambridge University Press.
- Crick, J. C. (1991). The Historia regum Britannie of Geoffrey of Monmouth, IV. Dissemination and reception in the later Middle Ages (Vol. IV). Cambridge: D. S. Brewer.
- Crick, J. C. (1989). The Historia regum Britannie of Geoffrey of Monmouth, III. A Summary Catalogue of the Manuscripts (Vol. III). Cambridge: D. S. Brewer.